# Ordre de la Couronne (Roumanie)
L'ordre de la Couronne (de Roumanie) (en roumain : Ordinul „Coroana României”) a été institué le 14 mars 1881 par le roi Carol Ier (Charles de Hohenzollern) pour commémorer l'établissement du royaume de Roumanie.
Il a été décerné en tant qu'ordre d'État jusqu'à la fin de la monarchie roumaine en 1947.
Il est restauré comme ordre dynastique par l'ancien roi Michel Ier en 2011, en son titre de chef de famille et de prétendant au trône de Roumanie. La monarchie roumaine a, en effet, été abrogée le 30 décembre 1947.
Les nominations sont soumises au Conseil des ministres.

## Classes
L'ordre possède cinq classes. Pour la plupart des catégories, le nombre de bénéficiaires vivant à tout moment était limité. Toutefois, cela ne s'appliquait qu'aux récipiendaires ayant la citoyenneté roumaine - les récompenses accordées au personnel étranger n'étaient pas prises en compte dans ces chiffres :

### 1881
Au début, le nombre de récipiendaires roumains vivants à tout moment était limité à ce qui suit :
- Grand-croix (Mare Cruce, limité à 25) ;
- Grand-officier (Mare Ofițer, limité à 80) ;
- Commandeur (Comandor, limité à 150) ;
- Officier (Ofițer, limité à 300) ;
- Chevalier (Cavaler, nombre illimité)[5].

### 1932
En 1932, le nombre maximum de bénéficiaires roumains vivants à tout moment a été augmenté:
- Grand-croix (Mare Cruce, limité à 150) ;
- Grand-officier (Mare Ofițer, limité à 300) ;
- Commandeur (Comandor, limité à 500) ;
- Officier (Ofițer, limité à 1 500) ;
- Chevalier (Cavaler, nombre illimité)

### 1938 (civil)
En février 1938, le nombre maximum de récipiendaires roumains vivants à tout moment a été augmenté pour la version civile de l'ordre:
- Grand-croix (Mare Cruce, limité à 200) ;
- Grand-officier (Mare Ofițer, limité à 400) ;
- Commandeur (Comandor, limité à 1 000) ;
- Officier (Ofițer, limité à 2 000) ;
- Chevalier (Cavaler, nombre illimité)

### 1938 (militaire)
En 1938, une nouvelle version de l'ordre a été créée spécifiquement pour le personnel militaire. Elle comportait une couronne entre la croix et le ruban. Les nombres maximaux suivants de récipiendaires roumains vivants à tout moment ont été fixés au moment de la création de l'ordre. Les récompenses en temps de guerre n'ont pas été comptées dans ce nombre.
- Grand-croix (Mare Cruce, limité à 50) ;
- Grand-officier (Mare Ofițer, limité à 100) ;
- Commandeur (Comandor, limité à 250) ;
- Officier (Ofițer, limité à 500) ;
- Chevalier (Cavaler, nombre illimité)

### 2011
Selon le nouveau statut de 2011, l'ordre possède cinq classes, chacune limitée en nombre :
- Grand-croix (Mare Cruce, limité à 50) ;
- Grand-officier (Mare Ofițer, limité à 160) ;
- Commandeur (Comandor, limité à 300) ;
- Officier (Ofițer, limité à 600) ;
- Chevalier (Cavaler, limité à 1 200)

## Insignes

### Décoration

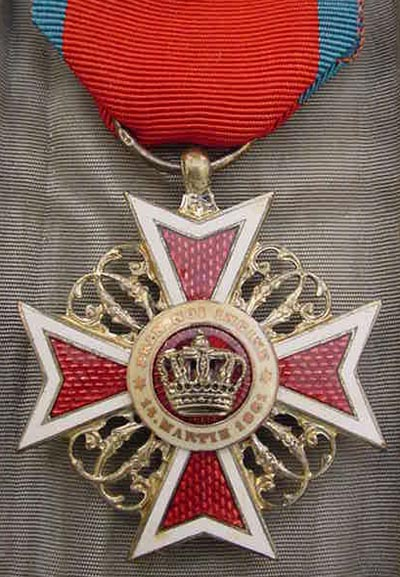
Croix de chevalier (modèle avant 1932).

Le modèle de 1881 est une croix de Malte émaillée de rouge avec une large bande blanche. Des C entrelacés (initiales de Carol) sont placés entre les branches de la croix. Le médaillon au centre porte une représentation de la couronne royale également sur fond rouge et est entouré d'une bordure blanche avec l'inscription PRIN NOI INSINE (par nous-mêmes) et la date de fondation de l'ordre, le 14 mars 1881. Au revers du médaillon sont inscrits : le jour de publication des statuts, l'année 1866 (référendum sur l'indépendance), 1877 (l'indépendance complète de la Roumanie), 1881 (proclamation de Charles Ier en tant que roi de Roumanie).

### Ruban et port de l'ordre
Le ruban de l'ordre était bleu clair avec deux bandes blanches. Les récipiendaires de la grande croix portaient la décoration à une écharpe passant de l'épaule droite à la hanche gauche. Les grands officiers et les commandeurs portaient l'insigne en sautoir au col et les chevaliers et officiers sur la poitrine gauche. Pour les deux classes les plus élevées de l'ordre, une étoile d'argent à huit branches se portaient également sur la poitrine gauche. Celles des membres de la grande croix portaient une réplique de l'insigne alors que celle des grands officiers portaient juste un médaillon, entouré par quatre couronnes royales depuis 1932.

## Quelques récipiendaires
- Gustave Besnard (1833-1903), amiral et ministre de la Marine, commandeur le 29 novembre 1886[9]
- Jean-Baptiste Billot
- Louis Blériot, commandeur
- Josef Harpe
- Jean Doulcet (1865-1928), grand-croix
- Auguste Dubail, grand-croix
- Alexandre Pharamond, restaurateur (1935, officier)
- William Horwood (en)
- August Kanitz
- Lucien Lantier (1879-1960), peintre
- Hendrik Pieter Nicolaas Muller (en)
- George Julian Zolnay (en)
- Erich Abraham, commandeur
- Radomir Putnik
- Živojin Mišić
- Adolf Pernwerth von Bärnstein
- Paul Maistre, grand-croix
- Georges Boskoff (1882-1960), pianiste
- Théophile de Lantsheere, ministre belge
- Félix Fournery (1865- 1938), peintre et dessinateur de mode
- Eugène Napoleon Beyens, (1855-1934), ministre belge
- Jean Monné (1838-1916), écrivain, poète et ingénieur.
- Édouard de Max (1869-1924), acteur de théâtre et de cinéma, commandeur en juin 1921[10].
- Toma T. Socolescu (1925, officier)
- Adrien Perret-Maisonneuve, chargé de mission (1903, officier)